# Stanisław Kulba
Stanisław Kulba (ur. 20 maja 1932 w Suliszce, zm. 19 października 2009) – polski kierowca i działacz partyjny, poseł na Sejm PRL V i VI kadencji.

## Życiorys
W 1948 podjął pracę w państwowym gospodarstwie rolnym w Ujowie. Potem był traktorzystą w PGR w Damianowie. Kształcił się w zaocznym Technikum Rolniczym, uzyskując wykształcenie średnie niepełne. Należał do Polskiej Zjednoczonej Partii Robotniczej, gdzie był I sekretarzem podstawowej organizacji partyjnej, a także członkiem Komitetu Powiatowego w Środzie Śląskiej i egzekutywy Komitetu Wojewódzkiego we Wrocławiu. Pełnił funkcję radnego Wojewódzkiej Rady Narodowej we Wrocławiu. W 1970 objął mandat posła, zastępując zmarłego Stefana Serwickiego w okręgu Wrocław II. W 1972 uzyskał mandat w tym samym okręgu. Przez dwie kadencje zasiadał w Komisji Rolnictwa i Przemysłu Spożywczego, ponadto w trakcie VI kadencji zasiadał w Komisji Drobnej Wytwórczości, Spółdzielczości Pracy i Rzemiosła.
Jego żoną była Maria (1932–1982). Został pochowany wraz z nią na cmentarzu w Konarach.